# 버지니아 왕조
버지니아 왕조(Virginia dynasty)는 미국 대통령 다섯 명 중 네 명이 버지니아주 출신이라는 사실을 설명하는 데 때때로 사용되는 용어이다. 이 용어는 버지니아 출신의 농장주였지만 연방당 정책과 밀접하게 연관되어 있었고, 그의 뒤를 이어 부통령인 매사추세츠주의 존 애덤스가 당선되었던 조지 워싱턴을 제외하기도 한다. 첫 다섯 명의 대통령은 순서대로 조지 워싱턴, 존 애덤스, 토머스 제퍼슨, 제임스 매디슨, 제임스 먼로였다.
1800년에 워싱턴의 국무장관을 지낸 그의 부통령 토머스 제퍼슨이 애덤스를 물리치면서 버지니아 왕조의 진정한 시작을 알렸는데, 이는 현재 민주공화당이라고 불리는 당과 일반적으로 연관되어 있지만, 당시에는 단순히 "공화당", "민주당", 또는 "제퍼슨당"으로 불렸다. 제퍼슨은 워싱턴의 선례를 따라 두 임기를 마치고 은퇴했으며, 그의 국무장관이자 동향인 버지니아 출신인 "헌법의 아버지"라고 불리는 제임스 매디슨에게 자리를 물려주었다. 미영 전쟁으로 인해 매디슨의 인기는 북동부, 특히 탈퇴를 논의했던 뉴잉글랜드에서 크게 약화되었음에도 불구하고, 그는 1812년에 비교적 쉽게 재선되었고, 그와 당에 충성했던 또 다른 버지니아 출신인 제임스 먼로가 1816년에 대통령으로 선출되는 데 도움을 줄 수 있었다.
먼로의 첫 임기가 끝날 무렵 연방당은 사실상 해체되었고, 먼로는 1820년에 실질적인 반대 없이 재선되었으며, 미국 선거인단의 모든 선거인단 표를 얻었지만 단 한 표는 국무장관이자 존 애덤스의 아들인 존 퀸시 애덤스에게 돌아갔다. 훨씬 후에 반대하는 선거인이 조지 워싱턴만이 미국 역사상 만장일치로 선출된 유일한 대통령이 되도록 하기 위해 그렇게 했다는 신화가 생겨났다.
먼로의 두 번째 임기는 버지니아 왕조의 끝을 알렸다. 1824년 선거에서 버지니아주 출신 조지아 정치인 윌리엄 H. 크로퍼드의 지지자들은 그를 "버지니아 왕조의 정당하고 합법적인 후계자"로 묘사했지만, 민주공화당은 분열되었다. 존 퀸시 애덤스는 논란이 많았던 1824년 선거에서 당시 남서부의 일부로 여겨지던 테네시주의 앤드루 잭슨 장군을 누르고 승리했다.
버지니아주가 헌법 제정 후 첫 36년 중 32년 동안 재임했던 첫 다섯 명의 대통령 중 네 명을 배출한 이후, 버지니아주 출신 네 명의 다른 인물들이 현재까지 대통령을 지냈다. 그들은 버지니아주 출신이었으나 오하이오주 거주자로 선출된 윌리엄 헨리 해리슨; 1840년 해리슨의 러닝메이트로 부통령에 당선되었지만 해리슨이 재임 중 사망한 첫 대통령이 된 후 그의 임기 첫 달을 제외하고 전체를 역임한 존 타일러; 켄터키주 거주자로 이름을 알렸고 선출 당시 루이지애나주에 거주했던 재커리 테일러; 그리고 버지니아주 출신이었으나 프린스턴 대학교 총장과 뉴저지주 주지사를 지낸 후 국가 최고 행정관이 된 우드로 윌슨이다.
- 조지 워싱턴 (1789–1797)
- 토머스 제퍼슨 (1801–1809)
- 제임스 매디슨 (1809–1817)
- 제임스 먼로 (1817–1825)

## 같이 보기
- 출신 지역별 미국 대통령 목록